# Canton de Kourou
Canton de Kourou är ett arrondissement i Franska Guyana (Frankrike). Det ligger i den norra delen av Franska Guyana, 40 km väster om huvudstaden Cayenne.